# 真浄寺 (文京区)
真浄寺（しんじょうじ）は、東京都文京区にある真宗大谷派の寺院。

## 歴史
1613年（慶長18年）、宗閑によって開山された。元々は神田連雀町（現・東京都千代田区神田須田町・神田淡路町付近）に位置していたが、1648年（慶安元年）に幕府より御用地として接収されたため、江戸市中を転々とした後、1761年（宝暦11年）に至り、ようやく現在地に移転した。
当寺で特徴的なのは、檀家の過半数がかつての北陸門徒、特に加賀国出身者が多いということである。創建当初の所在地だった連雀町も江戸に移住した北陸出身者の町であった。第3世住職として迎えられた賢国は加賀国小松（現・石川県小松市）の燈明寺の寺族であった。賢国は加賀藩前田家に対し、当寺創建の経緯を説明し、協力を仰いている。近くに加賀藩上屋敷（現東京大学本郷地区キャンパス）があることから、上屋敷内で死亡した門徒も葬られるようになった。

## 墓所
- 桑木厳翼（哲学者）
- 境野黄洋（仏教学者、真宗大谷派僧侶）
- 高嶋米峰（仏教学者）
- 金玉均（李氏朝鮮末期の政治家）
- 加州檀越収骨之墓

## 交通アクセス
- 本駒込駅より徒歩約6分（経路案内）。